# Подольный, Исаак Абрамович
Исаак Абрамович Подольный (15 сентября 1929, Вологда — 13 ноября 2017, там же) — советский и российский писатель и фотокорреспондент, краевед, педагог. Почётный профессор Вологодского педагогического университета. Почётный гражданин города Вологды (2017).

## Биография
Окончил пединститут в Вологде и аспирантуру по физической химии в Москве (в последнюю поступил в 1962 году). Своими учителями в науке называл профессора С. А. Балезина и П. Г. Кузнецова.
Работал 10 лет учителем, директором школы.
В Вологодском государственном педагогическом институте прошёл путь от ассистента до профессора, на протяжении десятилетия заведовал кафедрой химии, 15 лет был деканом факультета повышения квалификации директоров школ Северо-западного региона, один из основателей факультета социальной педагогики и психологии.
Кандидат химических наук, диссертация посвящена изучению защиты металлов от коррозии.
В студенческие годы редактировал институтскую газету, также работал фотокорреспондентом областных газет, с 1999 года три года был редактором журнала «Мезон».
Член РСП.
Почётный член общества изучения Северного края. Побывал в 11 странах.
На протяжении четверти века сотрудничал с вологодскими и московскими изданиями: журналами «Лад», «Забытое имя в русской истории», «Русская политическая открытка», «Российский адвокат». В них опубликовано более 300 его рассказов, эссе и статей.
Автор более 300 публикаций.
Автор книг по химии, педагогике и краеведению.
Всего автор более двух десятков книг, в том числе повестей «Опалённые огнём», «Людям XXI века о Холокосте», «Они победили», «Такая музыка была».

## Награды
- Медаль Пушкина (29 января 2016 года) — за заслуги в развитии отечественной культуры и искусства, многолетнюю плодотворную деятельность[4].
- Медаль «За доблестный труд в Великой Отечественной войне 1941—1945 гг.».
- Медаль «Ветеран труда» (1985).
- Знак «Заслуженный учитель Кубы» (1964).
- Знак Министерства высшего и среднего специального образования СССР «За отличные успехи в работе» (1986).
- Диплом и медаль Академии наук СССР «Памяти Л. А. Чугуева» (1973).
- Знак Министерства просвещения РСФСР «Отличник народного просвещения» (1978).
- Почётная грамота Губернатора Вологодской области (2009).
- Знак «За доблестный труд во благо Вологды» (2014).
- лауреат конкурса «Самая добрая книга страны» (1998).
- лауреат Золотой книги города Вологды (2015).
- Почётный гражданин города Вологды (2017) — за выдающийся вклад в дело воспитания граждан, многолетнюю научную, творческую и активную общественную деятельность, прославляющую город Вологду и получившую всероссийское и международное признание(Постановление Главы города Вологды от 16.06.2017 № 256)[5].
- Заслуженный Соросовский учитель.
  - Имя Исаака Подольного занесено в Золотую книгу города Вологды (2013)[3].